# Рудолф Кевенхюлер-Меч
Рудолф фон Кевенхюлер-Меч (на немски: Rudolf von Khevenhüller-Metsch) е австро-унгарски аристократ, граф, дипломат. Той първият официален представител на страната му в Княжество България (от 1879 до 1881 година), служил също така като пълномощен министър и посланик на Австро-Унгария в Сърбия (1881 – 1886), Белгия (1888 – 1902) и Франция (1903 – 1910).

## Произход
Кевенхюлер произхожда от богат аристократичен род от Каринтия, датиращ от края на XIV век и служил в продължение на векове на Хабсбургската династия. Роден е на 18 юни 1844 г. във Виена.

## Дипломатическа кариера
Започва дипломатическата си кариера през 1867 година. До назначението си на Балканите служи в австро-унгарските посолства в Италия, Франция, Белгия и Русия.

### Дейност в България
След назначаването си като дипломатически агент и генерален консул в София през юли 1879 година, Кевенхюлер завързва близки отношения с княз Александър Ι, чрез когото се опитва да прокара австро-унгарските интереси в ущърб на руското влияние в България. Чрез княза оказва безуспешно натиск върху правителството на Драган Цанков да приложи клаузата на Берлинския договор, която постановява изграждане на отсечка от железопътната линия между Цариград и Виена през българска територия. Гласуването на българския делегат на конференцията в Галац срещу правилника, предоставящ на Австро-Унгария контрола върху корабоплаването и инфраструктурата в българо-румънския участък на Дунав, през ноември 1880 води до пълен разрив между Цанков и Кевенхюлер, който издейства от княза да свали Цанков първо от министър-председателския пост, а малко по-късно и от Министерството на вътрешните работи.

### Пълномощен министър в Сърбия
Назначен в Белград малко преди държавния преврат в България от април 1881, Кевенхюлер успява да се сближи и със сръбския крал Милан, превръщайки се в един от най-важните му политически съветници. Непосредствено след Съединението на Източна Румелия с Княжество България, в изпълнение на директива от своето правителство, насърчава краля да поиска териториални компенсации от уголемената българска държава. Кевенхюлер смята, че след обединението на Северна и Южна България зависимото от Австро-Унгария Сръбско кралство трябва да получи областта около София, за да пресече българските стремежи към присъединяване на Македония и да гарантира австроунгарското господство в Западните Балкани.
След пораженията на сърбите в Сливнишкото и Пиротското сражение, които пресичат тези планове, Кевенхюлер се намесва решително за прекратяване на Сръбско-българската война. На 16 ноември 1885 година той се явява в българската главна квартира в Пирот и принуждава Батенберг да даде заповед за спиране на българското настъпление, като го заплашва с австро-унгарска военна интервенция. Три седмици по-късно, когато подсилената с допълнителна мобилизация и въоръжение Сърбия се готви да възобнови бойните действия, Кевенхюлер предупреждава крал Милан със спиране на военните доставки и го убеждава да спази Пиротското примирие.
Умира на 20 октомври 1910 година.